# Șanț
Șanț é uma comuna romena localizada no distrito de Bistrița-Năsăud, na região histórica da Transilvânia. A comuna possui uma área de 257.50 km² e sua população era de 3429 habitantes segundo o censo de 2007.